# 桐ケ谷駅
桐ヶ谷駅（きりがやえき）は、かつて東京都品川区大崎4丁目にあった東京急行電鉄池上線の鉄道駅である。

## 歴史
1927年（昭和2年）8月28日、池上電気鉄道雪ヶ谷駅（現・雪が谷大塚駅） - 当駅間延伸時に終着駅として開設した。同年10月9日に大崎広小路駅まで延伸されるまでは当駅が終点であった。立正大学付属立正中学校・高等学校や桐ケ谷火葬場への最寄駅であったため、乗降客は学生や葬儀参列者が多かったと言う。
その後、太平洋戦争中の1945年（昭和20年）5月25日に発生した大空襲で駅舎とホームが大きな被害を受け、辛うじて営業を続けたものの空襲激化に伴い、2ヶ月後の7月25日に営業休止を余儀無くされる。駅施設は残されたが終戦後も営業を再開することなく1953年（昭和28年）8月11日に正式に廃止された。廃止された理由は不明だが、駅周辺がさほど栄えておらず国鉄五反田駅や大崎駅も徒歩圏内であり、開業時から営業休止時まで乗降客が他の駅よりも少なかったこと、空襲で駅施設に大きな被害を受けただけでなく、周辺が焦土地帯となって利用者が激減したこと、大崎広小路駅から戸越銀座駅まで駅間距離が1.1  kmしかなかったことなどが原因と言われている。
1960年代に入ると池上線を都営地下鉄へ直通させる構想が浮上し、1962年（昭和37年）の東京都都市計画地方審議会では、当駅を復活させて都営1号線（現在の都営浅草線）との接続点とする計画が発表された。1964年（昭和39年）には桐ヶ谷駅（厳密には戸越銀座駅 - 当駅間）より泉岳寺駅までを「6号線」（後の東急泉岳寺線）とした上で東急が建設し、泉岳寺から東京都が建設する「都営6号線」（現在の都営三田線）に乗り入れさせる方式へと変更されたが、最終的には東急が計画を白紙撤回し、桐ヶ谷駅が復活することもなかった。

### 年表
- 1927年（昭和2年）
  - 8月28日：池上電気鉄道雪ヶ谷駅（現・雪が谷大塚駅） - 当駅間延伸時に終着駅として開設[1]。
  - 10月9日：池上電気鉄道当駅 - 大崎広小路駅間（0.6km）延伸、途中駅となる。
- 1934年（昭和9年）
  - 10月1日：目黒蒲田電鉄が池上電気鉄道を吸収合併、同社の駅となる。
  - 10月16日：目黒蒲田電鉄が東京横浜電鉄へ社名変更、同社の駅となる。
- 1942年（昭和17年）5月1日：会社合併に伴い、東京急行電鉄（大東急）の駅となる。
- 1945年（昭和20年）
  - 5月25日：空襲に伴い、被災[1]。
  - 7月25日：営業休止[1]。
- 1953年（昭和28年）8月11日：廃止[1]。

### 駅名の由来
開設当時の地名（東京府荏原郡大崎町字桐ヶ谷）が由来。桐ヶ谷の地名の由来ははっきりしないが、昔はこの地が大きな桐林であったと言う説と、この一帯が霧が多い土地であり「霧ヶ谷戸」と言われていたのが転化して「桐ヶ谷」となったと言う土地説がある。

## 駅構造
島式ホーム1面2線を有する地上駅。改札口は第二京浜沿いの高架上にあった。

## 跡地
大崎広小路駅より戸越銀座駅へ向かう最初の踏切（大崎広小路1号踏切道）と第二京浜の高架橋間に駅があった。駅施設は営業休止後も残されたが、いつ撤去されたかは記録に残っていないため廃止前に撤去されたか廃止時に撤去されたかは不明（1947年（昭和22年）に米軍機によって撮影された航空写真にはホームが写っている）である。駅舎もホームも撤去されたため跡形も無くなっているが、現在もホームがあったとされている場所の土地が左右に少し大きく広がっており、蒲田方面に向かって左側の開設当時に造られた擁壁に駅舎があったことを示す痕跡が残っている。

## 隣の駅
東京急行電鉄
池上線
大崎広小路駅 - 桐ヶ谷駅 - 戸越銀座駅